# Boys (Britney-Spears-Lied)
Boys ist ein Lied der US-amerikanischen Sängerin Britney Spears aus ihrem dritten Studioalbum Britney. Es wurde von Chad Hugo und Pharrell Williams, die zusammen das Produzentenduo The Neptunes bilden, geschrieben und produziert. Eine Version des Liedes mit dem Titel Boys (The Co-Ed Remix) wurde als sechste und letzte Single aus Britney am 29. Juli 2002 veröffentlicht. Die neue Version diente auch als zweite Single aus dem Soundtrack von Austin Powers in Goldständer.

## Hintergrund
Boys wurde ursprünglich von Janet Jackson aufgezeichnet, bevor es schließlich Spears gegeben wurde.
Das Musikvideo zu Boys wurde von Dave Meyers gedreht. Außer Spears und Pharrell Williams ist auch Mike Myers im Video zu sehen.

## Charts
| ChartsChartplatzierungen     | Höchstplatzierung | Wochen |
| ---------------------------- | ----------------- | ------ |
| Deutschland (GfK)            | 19 (9 Wo.)        | 9      |
| Österreich (Ö3)              | 18 (9 Wo.)        | 9      |
| Schweiz (IFPI)               | 20 (9 Wo.)        | 9      |
| Vereinigtes Königreich (OCC) | 7 (8 Wo.)         | 8      |